# Pływająca wyspa (powieść Elizabeth Haydon)
Pływająca wyspa. Zaginione dzienniki Vena Polypheme’a – powieść Elizabeth Haydon wydana w Polsce w 2009 roku. Opowiada o losach młodego Vena Polypheme’a, najmłodszego syna sławnej, naińskiej rodziny, która zajmuje się budowaniem statków. Fabuła powieści osadzona jest w świecie znanym polskim czytelnikom z cyklu Symfonia wieków.